# Аїтовська сільська рада
Аї́товська сільська рада (рос. Аитовский сельский совет) — муніципальне утворення у складі Біжбуляцького району Башкортостану, Росія. Адміністративний центр — село Аїтово.

## Населення
Населення — 1259 осіб (2019, 1511 в 2010, 1704 в 2002).

## Склад
До складу поселення входять такі населені пункти:
| Населений пункт             | Населення, осіб (2002) | Населення, осіб (2010) |
| --------------------------- | ---------------------- | ---------------------- |
| Аїтово, село                | 1272                   | 1176                   |
| Алексієвка, село            | 227                    | 187                    |
| Березовка, присілок         | 14                     | 7                      |
| Карімово, присілок          | 155                    | 116                    |
| Мулланур-Вахітово, присілок | 36                     | 25                     |